# منارة كولومبي
منارة كولومبي هي منارة توتيد تقع في كورنيش منطقة الظهرة شمال-شرق بلدة المرسى (الشلف). بُنيت عام 1954، وهي أحدث منارة في الجزائر.

## تاريخ

### عموميات
وُضع عدد قليل من الفوانيس البدائية النادرة بالقرب من الملاجئ التي كانت بمثابة ملجأ للمراكب البربرية؛ مثل الفانوس العادي الموجود على البرج العالي في حصن الصخرة. منذ السنوات الأولى للإحتلال الفرنسي، رُكبت شعلات أكثر كفاءة في أكثر النقاط المميزة. وهكذا في عام 1834، قام الفرنسيون بتركيب جهاز بدلاً من فانوس الجزائر العاصمة والذي يتكون من ضوء ثابت يعلوه تاج دوار يحمل 8 مصابيح مع عاكسات مرتبة لإنتاج ضوء كسوف لمدة 30 ثانية. في 30 ثانية.
التقرير الرسمي الأول الذي يتناول إنارة السواحل الجزائرية هو تقرير اللجنة البحرية الجزائرية لعام 1843 الذي يضع تقريراً كاملاً «عن التحسينات التي يجب إجراؤها على الأضواء الموجودة (الجديدة في ذلك الوقت)، للأضواء التي سيتم إنشاؤها. على الفور، يجب إشعال الشعلات بعد ذلك». نفذ على مدار عدة سنوات، مع التعديلات التي فرضها التقدم التقني وتطور الملاحة، والتي قررت لجنة المنارة لعام 1861 أهمها.
عُدلت الأجهزة بشكل دوري بين عامي 1860 و 1900. كان أبرز هذه التحسينات هو استبدال الزيت المعدني بالزيت النباتي في عام 1881 بعد ذلك، من خلال استخدام بعض شعلات المصابيح عند مستوى ثابت. في عام 1902، وُضع برنامج جديد لتحسين الإضاءة الساحلية من خلال إنشاء لجنة بحرية خاصة تبنت برنامجًا للإنجازات يوفر، من بين أمور أخرى، استبدال الأضواء الثابتة الموجودة عن طريق وميض الأضواء الغامضة مع أو بدون قطاعات زاهية الألوان. البرنامج الذي نُفذ بالكامل من 1904 إلى 1908 باستثناء الرصيف الشمالي لميناء الجزائر. في عام 1924 تابع كبير المهندسين لخدمة المنارة المركزية كهربة الأضواء الرئيسية وأضواء الموانئ منذ البعثة العلمية إلى الجزائر.
بالإضافة إلى ذلك، شُغلت أربعة أجهزة راديوية ؛ في منارة الأميرالية بالجزائر العاصمة (1931)، في رأس الإبرة (1938)، في رأس كاكسين (1938) وفي رأس ماتيفو (1942). كما خططت الخدمات الفنية لإنشاء أربعة مبانٍ إضافية في غضون فترة زمنية قصيرة في رأس تنس، ورأس بنقوت، ورأس بوقارون، ورأس العسة.

### تاريخ المنارة
بُنيت منارة كولومبي في عام 1954.

## مميزات
الموقع المختار المعتمد من قبل لجنة المنارة بتاريخ 3 ديسمبر 1937 بناء على مشورة اللجنة البحرية، يقع على هضبة صخرية صغيرة على 39 م فوق مستوى سطح البحر، على بعد حوالي 300 م من الشاطئ، مقابل جزيرة كولومبي ( حجرة ناجي محليًا)، ويمكن الوصول إليها عن طريق البر.
البرج، رباعي الزوايا، الذي يسيطر على منزل الحراس، يبلغ إرتفاعه 32 م ويرتفع إلى 62,9 م عن مستوى سطح البحر.
يتم توفير الإضاءة بواسطة ضوء أبيض مع 3 ومضات في 15 ثانية من نطاق 22 ميلًا بحريًا ( 41 كم تقريبًا). الفانوس مزود بمصباح طاقة 1 000 وات لجهد 220 فولت.
جزيرة كولومبي (بلدية المرسى، ولاية الشلف) يبلغ إرتفاعها 33 م وقطرها حوالي خمسين متراً وتبعد بـ 800 م عن الشاطئ. كانت تسمى صور الحمام (صخرة الحمام) ثم جزيرة كولومبي أو جزيرة بالوما، والآن جزيرة نادجي ؛ ربما هي التي أطلق الإغريق عليها اسم ساماثوس. تقع هذه الجزيرة على بعد 6.5 أميال شمال شرق رأس ماقروعة. عل بعد 1 ميل غرب منارة كولومبي 

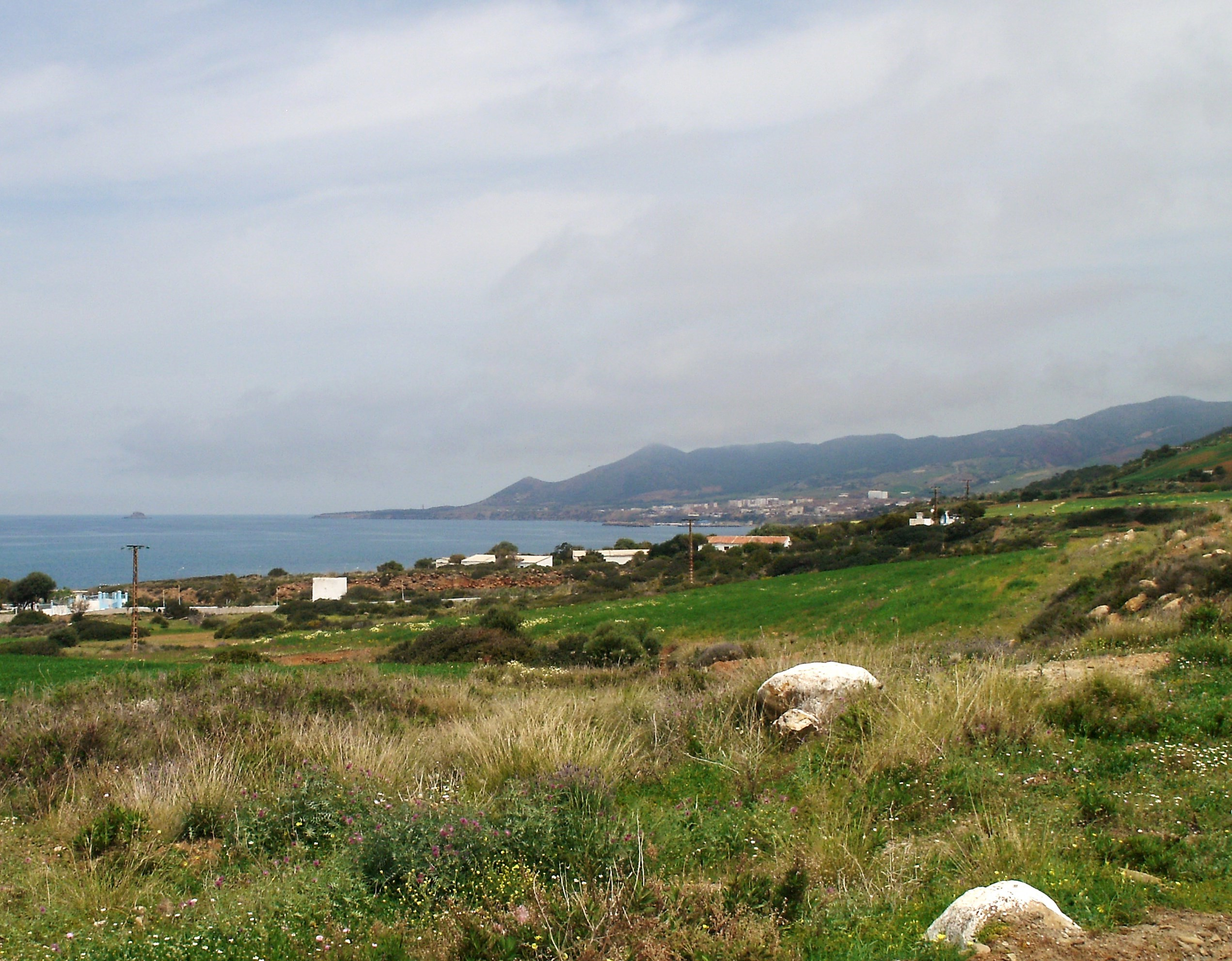
موقع المنارة

## روابط خارجية
- موقع الديوان الوطني للإشارات البحرية